# Max Syring
Max Syring   (Reuden, 20 d'agost de 1908 - Hamburg, 14 d'abril de 1983) fou un atleta alemany, especialista en curses de fons que va competir durant les dècades de 1930 i 1940.
El 1932 va prendre als Jocs Olímpics d'Estiu de Los Angeles, on disputà dues proves del programa d'atletisme. Fou cinquè en els 10.000 metres i sisè en els 5.000 metres. Quatre anys més tard, als Jocs de Berlín, quedà eliminat en sèries en els 5.000 metres. El 1938, al Campionat d'Europa d'atletisme, va guanyar una medalla de bronze en la cursa dels 10.000 metres, rere Ilmari Salminen i Giuseppe Beviacqua.
A nivell nacional guanyà disset campionats nacionals entre 1932 i 1943: set en els 5.000 metres (1932, 1934, 1935, 1937, 1938, 1942 i 1943), sis en els 10.000 metres (1932-1934, 1936, 1938 i 1941), tres de cros (1934-1936) i un en el relleu 4x1.500 metres (1936). Fou el primer alemany en córrer els 5.000 en menys de 15' (1931) i els 10.000 en menys de 31' (1936). Durant la seva carrera va millorar el rècord nacional dels 5.000 metres en tres ocasions i quatre el dels 10.000 metres.
Un cop retirat passà a exercir d'entrenador d'atletisme.

## Millors marques
- 5.000 metres. 14'39.0" (1939)
- 10.000 metres. 30' 06.6" (1940)[8]